# Asparagus greveanus
Asparagus greveanus är en sparrisväxtart som beskrevs av Joseph Marie Henry Alfred Perrier de la Bâthie. Asparagus greveanus ingår i släktet sparrisar, och familjen sparrisväxter. Inga underarter finns listade i Catalogue of Life.